# Ogień
Ogień (укр. «Вогонь») — студійний альбом польської блюзової виконавиці Міри Кубасинської, записаний за участі музикантів гурту Breakout у 1973 році.

## Перелік пісень
1. Nie zapalaj światła
2. Wielki ogień
3. Liście zabrał wiatr
4. Na dnie moich oczu
5. Masz to dziś
6. Czarno-czarny film
7. Dałeś mi pierścień

## Склад гурту
- Міра Кубашіньська — вокал
- Тадеуш Налепа — гітара
- Тадеуш Тржинський — гітара
- Єжи Голенівський — бас-гітара
- Стефан Плаза — ударні